# Flygflottilj 19
Flygflottilj 19 var en svensk eskadrille bestående af frivillige mandskaber der kæmpede med det finske luftvåben i den finske vinterkrig. Eskadrillen blev ledet af major Hugo Beckhammer og udrustet med flyvemaskiner fra det svenske luftvåben, og var til at begynde med udstyret med tolv Gloster Gladiator jagerfly og fire Hawker Hart lette bombefly.
Flygflottilj 19 fløj sit første togt den 12. januar 1940 da deres fire bombefly, eskorteret af fire jagere, angreb en sovjetisk flyveplads ved Märkäjärvi og ødelagte tre Polikarpov I-15 bis jagere på jorden. På vej hjem kolliderede to af de svenske bombefly, og et tredje blev skudt ned af en sovjetisk jager. En af de svenske jagere skød dog en af de sovjetiske jagere ned, under dens angreb på dem.
Den 17. januar skød to af de svenske jagerpiloter hver sin I-15 jager ned, men i slutningen af januar blev en af deres Gladiatorer skudt ned af en sovjetisk I-15 bis.
I februar mistede Flygflottilj 19 endnu en Gladiator, men den 20. februar skød to af deres jagerpiloter et Tupolev SB bombefly ned og dagen efter skød to andre af eskadrillens jagerpiloter yderligere to sovjetiske bombefly ned, en Tupolev SB og en Iljusjin DB-3, fra en formation der bombede Rovaniemi.
Den 7. marts gjorde en af de svenske jagerpiloter krav på to nedskudte Tupolev SB bombefly, og den 10. marts skød en anden en af de store Tupolev TB-3 bombefly ned. På minussiden gik en tredje Gladiator tabt ved en ulykke.
Efter at våbenhvilen blev erklæret den 13. marts ophørte al flyvning, og den 30. marts tog Flygflottilj 19 tilbage til Sverige.